# Bakalan (Purwantoro)
Bakalan is een bestuurslaag in het regentschap Wonogiri van de provincie Midden-Java, Indonesië. Bakalan telt 3438 inwoners (volkstelling 2010).